# Nora Callebout
Nora Eveline Callebout, (även Callebaut, gift Coates),) född 29 april 1895 i Storbritannien; död 1995; var en brittisk friidrottare med kortdistanslöpning och medeldistanslöpning som huvudgren. Callebout blev guldmedaljör vid den första ordinarie damolympiaden 1922 och var en pionjär inom damidrott.

## Biografi
Callebout föddes 1895 i Storbritannien, hon läste senare matematik vid Holloway College, University of London. Hon tog sin examen 1917.
1922 blev hon brittisk mästare i löpning 100 yards. Hon tävlade även i längre distanser. Samma år deltog hon i de andra Monte Carlospelen där hon tog guldmedalj i löpning 60 meter och i stafettlöpning 4 x 175 meter (med Callebout, Ivy Lowman, Mary Lines och Muriel Hornsby) samt silvermedalj i stafettlöpning 4 x 75 meter (med Mary Lines, Ivy Lowman, Daisy Wright och Callebout).
Callebout deltog sedan även i den första ordinarie damolympiaden den 20 augusti 1922 i Paris. Under idrottsspelen vann hon guldmedalj i löpning 100 yards och bronsmedalj i löpning 60 meter. Hon vann även guldmedalj med stafettlaget (med Mary Lines, Callebout som andre löpare, Daisy Leach och Gwendoline Porter) på 4 x 110 yards, segertiden blev det andra officiella världsrekord i stafett för damer.
1923 deltog hon igen i damolympiaden i Monte Carlo, under tävlingarna tog hon guldmedalj i löpning 60 meter och 250 meter.
Senare gifte hon sig och drog sig tillbaka från tävlingslivet. Callebout dog 1995.